# Pitanja i odgovori Radio Erevana
Pitanja i odgovori Radio Erevana, tj. vicevi Radio Erevana su bili satirični sadržaji, čiji su anonimni autori imitirali formu pitanja i odgovora na Armenskom Radiju, u formi  "N. N. je pitao Radio Erevan" i "Radio Erevan odgovara". 
Riječ je o vicevima koji su se bili općerašireni u Sovjetskom Savezu, a s obzirom na to da se u njima nerijetko kritiziralo ili ismijavalo stvarnost života u komunizmu, pričalo ih se "da nitko ne čuje" - sve ako je bilo općepoznato da KGB ima veliko mnoštvo doušnika koji prijavljuju tko priča takve viceve.
Neki od viceva u formi pitanja i odgovora Radio Erevana su nastali i nakon raspada Sovjetskog Saveza.
2013. godine, CIA je objavila arhivski dokument sa stanovitim brojem viceva s tematikom iz Sovjetskog Saveza, pod naslovom "Soviet jokes for the DDCI" ("Sovjetski vicevi za Zamjenika direktora Središnje informativne agencije"). Iz samog dokumenta nije jasno je li viceve CIA prikupljala, ili ih je stvarala i širila.

## Primjeri pitanja i odgovora:
- Slušatelj pita: “Koja je prednost čovjeka pred strojem?” Radio Erevan odgovara: “Još nisu izumili takav stroj koji ne bi znao ništa ne raditi!”
- Slušatelj pita (za vrijeme dvotjedne državne žalosti zbog Staljinove smrti, u ožujku 1953.): “Je li u vrijeme državne žalosti dopušteno voditi ljubav?” Radio Erevan odgovara: “Da, ali jedino s vlastitom ženom, kako bi žalost bila posvemašnja!”
- Slušatelj pita: “Možemo li od svoje plaće kupiti neprocjenjivo skupu stvar?” Radio Erevan odgovara: “Nikada. Možemo je jedino ukrasti!”
- Slušatelj pita: “Može li kapitalistička zemlja, recimo Danska, mirnim načinom postati komunistička?” Radio Erevan odgovara: “U načelu da. Ali čemu?”
- Slušatelj pita: “Meni je 70 godina i u posljednje vrijeme izdaje me muškost. Znate li lijek za to?” Radio Erevan odgovara: “Ne znamo, jer ta pojava u vašoj dobi je prirodna!”
- Slušatelj ponovno pita: “Ali moj brat je prešao 76 godina i posvuda priča kako dovodi do orgazma dvostruko mlađe žene, koje su u punoj snazi…” Radio Erevan mu odgovara: “Sada znamo lijek i za vas. I vi pričajte isto što i vaš brat!”
- Slušatelj pita: “Moj mali sin progutao je metak. Što da učinim?” Radio Erevan odgovara: “Smjesta pozovite liječnika, a do njegova dolaska držite dječaka u položaju kako ni u koga ne bi naciljao!”
- Slušatelj pita: “Kako se odviknuti od pušenja?” Radio Erevan odgovara: “Istodobno zapalite cigaretu s obje strane!”
- Slušatelj pita: “Je li istina da je slavni nizozemski slikar Rembrandt naslikao gotovo 600 značajnih slika?”Radio Erevan odgovara: “Istina je! U Americi je prodano više od četiri tisuće originala!”
- Slušatelj pita: “Stalno slušam na radiju kako naša proizvodnja maslaca, mesa, mlijeka i jaja napreduje krupnim koracima. Ali za svo to vrijeme hladnjak mi je prazan! Imate li savjet za mene?” Radio Erevan odgovara: “Imamo, imamo. Utaknite utikač hladnjaka u utičnicu za radio!”
- Slušatelj pita: “Može li Komunistička partija pogriješiti?” Radio Erevan odgovara: “U načelu da. U stvarnosti, međutim, Komunistička partija nikada ne griješi!”
- Slušatelj dodatno pita: “Otkud znate da je tako?” Radio Erevan odgovara: 'Pitali smo Komunističku partiju!'”
- Slušatelj pita: “Nakon povratka s dugogodišnjega robijanja u Sibiru, glasoviti pisac Aleksandar Solženjicin u svome je svjetski poznatome romanu Arhipelag Gulag nazvao magarcem suca Vrhovnoga suda. Da li se on zbog toga jako uvrijedio?” Radio Erevan odgovara protupitanjem: 'Tko: sudac ili magarac?'”
- Slušatelj pita: “Zašto muškarci više vjeruju Olimpijskim igrama nego svojim ženama i djevojkama?” Radio Erevan odgovara: “Zato što se na Olimpijskim igrama pouzdano zna tko je bio prvi!”
- Slušatelj pita: “Kako zvati Židova koji je iz SSSR-a emigrirao u Izrael, a potom se vratio u SSSR?” Radio Erevan odgovara: “Dvostrukim herojem Sovjetskoga Saveza!”
- Slušatelj pita: “Je li istina da je tanki list papira kontracepcijski pouzdaniji od pilula proizvedenih u Sjedinjenim Državama i Zapadnoj Europi?” Radio Erevan odgovara: “U načelu nije. Osim ako ga građanka ne steže čvrsto između koljena!”
- Slušatelj pita (nakon upada sovjetskih trupa u Čehoslovačku 1968.): “Je li doista točno da je narod Čehoslovačke pozvao u pomoć našu slavnu armiju?” Radio Erevan odgovara: “U načelu da. Doduše, zahtjev je bio upućen 1939., ali bio je povoljno riješen 1968.”
- Slušatelj pita: “Je li istina da je veliki ruski skladatelj Pjotr Iljič Čajkovski bio homoseksualac?” Radio Erevan odgovara: “Istina je. Ali mi ga volimo i zbog njegove božanske glazbe!”
- Slušatelj pita: “Može li socijalistički poredak kontrolirati rađanje?” Radio Erevan odgovara: “U načelu da. Ali sprovođenje je otežano, budući da su, u ovome slučaju, sredstva za proizvodnju još u privatnim rukama.”
- Slušatelj pita: “Može li se muška moć podići uz pomoć mrkve?” Radio Erevan odgovara: “U načelu može. Ali mrkva je veoma nezgodna da se pričvrsti!”
- Slušatelj pita: “Može li sovjetski auto Volga sa 110 kilometara na sat ući u zavoj od 90 stupnjeva?” Radio Erevan odgovara: “U načelu da! Ali samo jednom!”
- Slušatelj pita: “Što su govorili sovjetski vojnici nakon povlačenja iz Njemačke 1989.?” Radio Erevan odgovara: “Dobro je tamo gdje nas nema!”
- Slušatelj pita: “Je li bezopasno jesti jabuke ubrane u Černobilu?” Radio Erevan odgovara: “U načelu da. Ali pošto ih pojedete, duboko zakopajte ogriske.”
- Slušatelj pita: “Što bi se dogodilo kad bi se u grudi nekoga najvišeg sovjetskog partijskog čelnika presadilo srce čovjeka s kapitalističkoga Zapada?” Radio Erevan odgovara: “U načelu – ništa. Kod naših drugova, partijskih čelnika, srce nema nikakvu ulogu!”
- Slušatelj pita: “Na tijelu čovjeka preminula u zatvoru nađeno je oko sto puščanih rana i uboda nožem. Što na to kaže policija?” Radio Erevan odgovara: “Samoubojstvo!”
- Slušatelj pita: “Zašto pojedina pisma koja sam iz Amerike poslao rođacima u Sovjetskome Savezu nikad nisu stigla do njih?” Radio Erevan odgovara: “Nisu došla samo ona pisma u kojima ste zlonamjerno kritizirali sovjetsku vlast, tvrdeći kako je u našoj zemlji i osobna prepiska podvrgnuta cenzuri!”
- Slušatelj pita: “Jesu li u javnim kućama u Hamburgu istaknute i neke političke parole?” Radio Erevan odgovara: “Da. A najpopularnija je: – Proleteri svih zemalja, ujedinite se kod nas!”
- Slušatelj pita: “Je li korisno stavljati češnjak u votku?” Radio Erevan odgovara: “Štoviše, vrlo je korisno. Tada će vas lakše pronaći ispod stola, čak i u potpunoj tami!”
- Slušatelj pita: “Kako to da odgovore Radio Erevana odmah objavljuje cijeli svjetski tisak?” Radio Erevan odgovara: “Moramo vas ispraviti. Naš, sovjetski, nikada ih ne objavljuje!”[2]
- Slušatelj pita: “Kakvi će biti rezultati sutrašnjih izbora?” Radio Erevan odgovara: “Nitko ne zna. Točne rezultate sutrašnjih izbora je netko jučer ukrao iz komiteta Komunističke partije!”
- Slušatelj pita: “Što je kaos?” Radio Erevan odgovara: “Ne dajemo komentare o stanju nacionalne ekonomije!”
- Slušatelj pita: “Bi li atomska bomba mogla uništiti naš ljubljeni grad Erevan, s njegovim divnim zgradama i prekrasnim vrtovima?” Radio Erevan odgovara: “U načelu, da. Ali Moskva je daleko ljepši grad!”
- Slušatelj pita: “Jesu li Adam i Eva bili komunisti?” Radio Erevan odgovara: “Vjerojatno. Oblačili su se skromno, nisu mnogo jeli, nisu imali vlastitu kuću, i k tome su vjerovali da žive u raju!”
- Slušatelj pita: “Bi li osoba koja tvrdi da je generalni sekretar Brežnjev idiot mogla dobiti 10 godina zatvora?” Radio Erevan odgovara: “U načelu, da. Jer je to državna tajna!”
- Slušatelj pita: “Bi li bilo moguće uvesti socijalizam u Sahari?” Radio Erevan odgovara: “U načelu, da. Ali bismo nakon prve petoljetke morali uvoziti pijesak!”
- Slušatelj pita: “Zašto smo u Armeniji osnovali Ministarstvo pomorstva, kada nemamo izlaz na more?” Radio Erevan odgovara: “Za inat Azerbajdžanu, koji je osnovao Ministarstvo kulture!”
- Slušatelj pita: “Je li istina da je u Sovjetskom Savezu sloboda govora jednaka kao u Sjedinjenim Američkim Državama?” Radio Erevan odgovara: “U načelu, da. U SAD-u, svatko može nekažnjeno stati pred Bijelu kuću i vikati: 'Dolje Ronald Reagan.' U Sovjetskom Savezu, svatko može nekažnjeno stati na Crveni trg i vikati: 'Dolje Ronald Reagan!'”
- Slušatelj pita: “Je li istina da je Vladimir Majakovski izvršio samoubojstvo?” Radio Erevan odgovara: “Da, čak su sačuvane i njegove posljednje riječi: 'Ne pucajte, drugovi!'”
- Slušatelj pita: “Je li istina da su uvjeti u radnim logorima izvrsni?” Radio Erevan odgovara: “Izgleda tako. Jedan naš slušatelj nije bio u to uvjeren, pa je prije pet godina otišao provjeriti. Izgleda da mu se jako svidjelo - još se nije vratio!”[3]